# Чичегас
Чичегас или Чичигас (грч. Σταυροδρόμι, Ставродроми) је насељено место у општини Пела у периферији Средишња Македонија, Грчка. Према попису из 2021. године било је 492 становника.
Према бугарском географу и историчару, Василу Канчову, у Чичегасу је 1900. године живело 420 Словена хришћана. Македонски историчар Тодор Симовски, 1998. године наводи да је Чичегас словенско насеље.